# Happy Birthday (chanson de Stevie Wonder)
Pour les articles homonymes, voir Happy Birthday.
Singles de Stevie Wonder
Lately
(1981) That Girl
(1981)
Happy Birthday est un single de 1981 écrit, produit et interprété par Stevie Wonder pour le label Motown. Wonder, un activiste social, a été l'une des principales figures de la campagne pour que l'anniversaire de Martin Luther King, Jr. devienne une fête nationale, et a créé ce single pour faire connaître la cause. En plus d'être sortie en single, la chanson apparaît également sur l'album de Wonder, Hotter Than July.

## Contexte
Wonder a utilisé la chanson pour populariser la campagne en tenant la conférence de presse du Rassemblement pour la paix en 1981. Le président des États-Unis, Ronald Reagan, a approuvé la création de la fête, la signant le 2 novembre 1983. Le premier jour officiel célébrant le Martin Luther King Day a été fixé au troisième lundi de janvier de chaque année. Il a été fêté pour la première fois le 20 janvier 1986 et a été commémoré par un concert à grande échelle, où Stevie Wonder était la vedette.
Bien que le single n'ait pas atteint le Billboard Hot 100, il n'a pas été publié en tant que single américain mais il est devenu l'un des plus grands succès de Wonder au Royaume-Uni, atteignant le n° 2 dans les classements en août 1981.
Lorsque Wonder a interprété la chanson lors du Nelson Mandela Day au Radio City Music Hall le 19 juillet 2009, il a légèrement adapté les paroles, "Merci à Mandela et Martin Luther King!".
Wonder a également interprété cette chanson au Diamond Jubilee Concert à Londres pour le jubilé de diamant d'Élisabeth II.